# Gustav Hodek
Gustav Hodek z Želevic (německy von Zielewitz, 12. dubna 1832 Jihlava – 20. dubna 1917 Pětipsy) byl český chemik, cukrovarník, velkostatkář a podnikatel, a byl průkopníkem oboru cukrovarnictví v zemích Koruny české. Byl zakladatelem a vlastníkem cukrovaru v Pětipsech nedaleko Kadaně, který patřil k jedněm z nejmodernějších v celé Rakousko-Uherské monarchii.

## Život

### Mládí a studium
Narodil se v Jihlavě, jeho otcem byl hospodářský správce zdejšího kláštera. Roku 1836 se rodina přestěhovala do Pátku a v roce 1846 Gustav začal navštěvovat střední školu na Malé Straně. Jakožto student vyšší reálky se jako šestnáctiletý účastnil Pražské červnové revoluce roku 1848. Na přímluvu ředitele zbraslavského cukrovaru Františka Wintera se zaměřil na studium hospodářské výroby a chemie.[zdroj⁠?!] Od roku 1851 studoval pražskou německou polytechniku, jejíž čtyřletý studijní program dokončil během tří let. Navštěvoval přednášky chemika Karla Ballinga.[zdroj⁠?!] Dne 11. září 1961 se v kostele Panny Marie Sněžné oženil se s Josefínou, rozenou Wolfovou, se kterou založili rodinu.

### Praxe

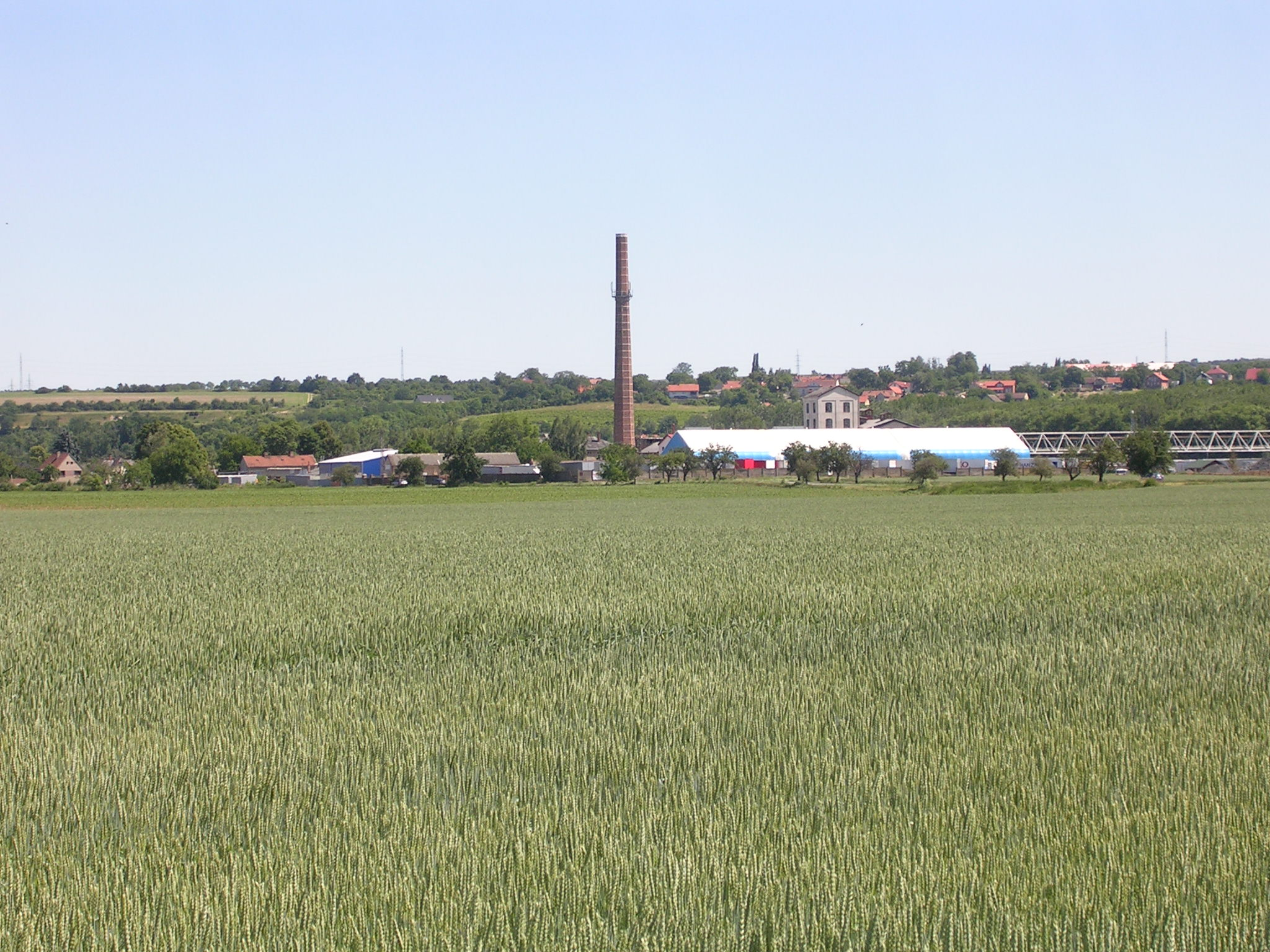
Areál cukrovaru v Dolních Beřkovicích

Roku 1853 nastoupil jako chemik na praxi v cukrovaru v Postoloprtech, kde setrval jeden rok. Poté přestoupil do cukrovaru na Zbraslavi, pak přijal místo v cukrovaru v Židlochovicích. Ještě téhož roku se stal ředitelem cukrovaru v Dolních Beřkovicích u Mělníka vlastněného Josefem Lobkovicem a Františkem Horským. Byly zde instalovány centrifugy pro jímání šťáv při zpracování cukrové řepy, což zajišťovalo závodu mimořádnou efektivitu, takže se stal po jistou dobu nejvýkonnějším cukrovarem v celé Rakouské monarchii. V rámci spolupráce s plzeňským průmyslníkem Hugo Jelínkem a Bedřichem Freyem mladším instaloval již roku 1864 mechanismus pro tzv. Frey-Jelínkovu saturaci, která napomohla kvalitnější a rychlejší výrobě řepného cukru, pouhý rok po představení technologie.

### Samostatné podnikání
Hodek roku 1866 místo ředitelé beřkovického cukrovaru opustil a rozhodl se podnikat samostatně. Podnikání mu umožnilo našetřených dvacet tisíc zlatých a půjčka dalších 110 000 zlatých. Jeho tichou společnicí byla podle smlouvy na dvacet let Marie Sidonie z Lobkovic. Téhož roku si pronajal pozemky v obci Pětipsy mezi Kadaní a Žatcem v severních Čechách od šlechtického rodu Thun-Salmů a začal zde hospodařit. Nechal ve vsi postavit cukrovar, ve kterém byla roku 1868 poprvé zavedena technologie účinného lapače šťáv v odparkách. V cukrovaru se zpracovávala cukrová řepa, která se pěstovala v okolí Vintířova, Polák a Ahníkova. Hodkova rodina pak žila na zdejším, rovněž pronajatém, pětipeském zámku.

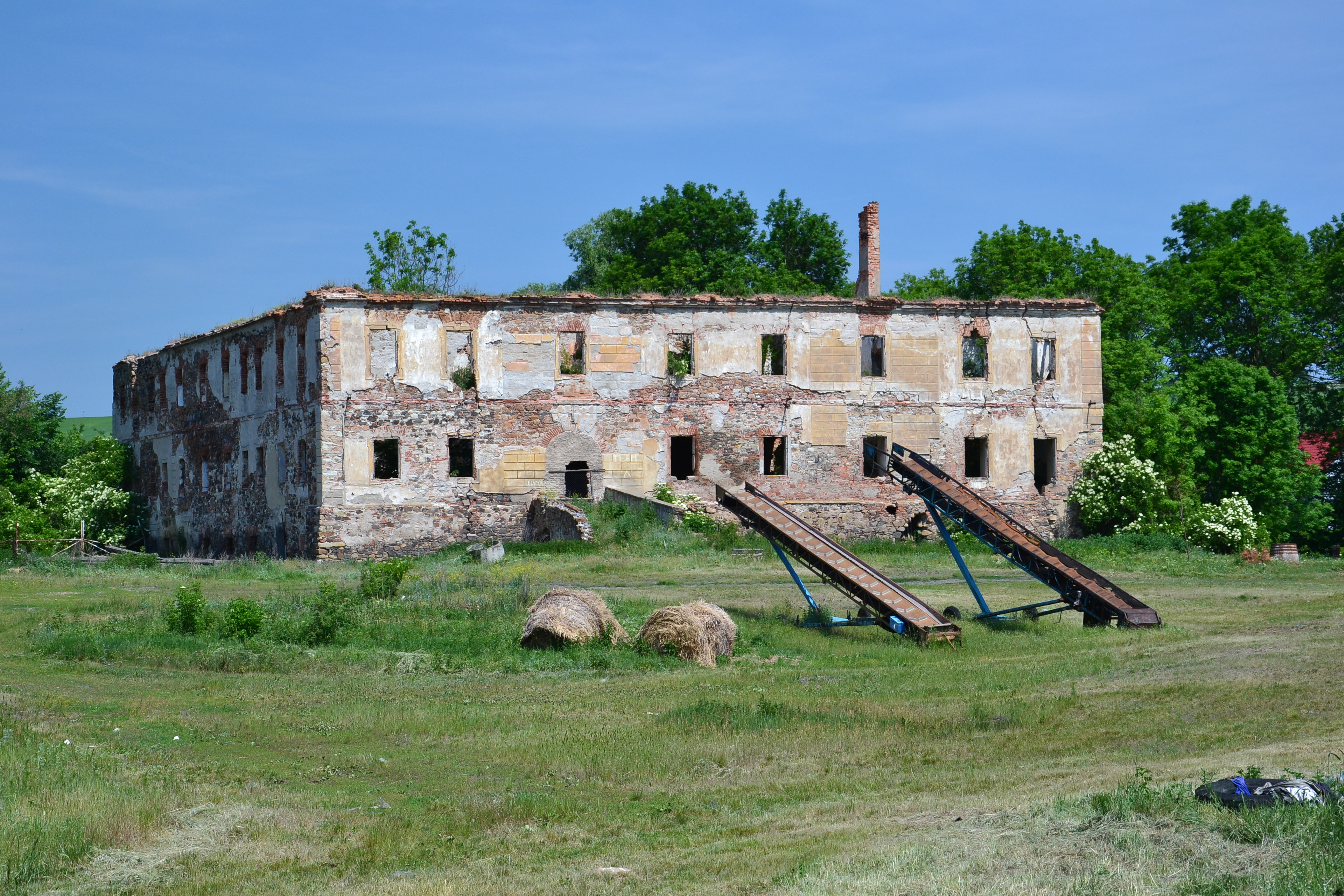
Torzo zámku v Pětipsech

V oboru se řadil mezi prvotřídní odborníky a svůj cukrovar neustále modernizoval a zdokonaloval. Roku 1876 byl zakládajícím členem Spolku pro průmysl cukrovarnický v Čechách, kterému pak více než třicet let předsedal.[nenalezeno v uvedeném zdroji] V roce 1891 se podílel na přípravě cukrovarnické expozice Jubilejní zemské výstavy v Praze, konané na Výstavišti Praha. Dlouhodobě se identifikoval s českou národní myšlenkou. Rovněž byl koncesionářem soukromé železniční společnosti Kadaňské místní dráhy budující dráhu z Radonic do Doupova.
Za jeho zásluhy v podnikání a chemicko-technologickém vývoji byl Gustavu Hodkovi udělen císařem Františkem Josefem I. šlechtický titul rytíř s přídomkem z Želevic. Gustav o povýšení žádal opakovaně a uspěl až 20. dubna 1897. Genealog Jan Vašák, jemuž Hodek zaplatil za zpracování rodokmenu, který by jej spojoval s ve středověku vymizelou rodinou Hodků z Želevic, se dopustil podvodu. Při soudním řízení bylo doloženo sedm falz týkajících se Gustava Hodka, a ten byl proto 19. dubna 1905 šlechtického titulu zbaven.

### Úmrtí
Gustav Hodek zemřel na zámku v Pětipsech 20. dubna 1917 ve věku 85 let. Roku 1926 Gustavův syn Zdeněk Hodek zámek i s dvorem od Thunů odkoupil. Založené podniky pokračovaly pod vedením Hodkových v činnosti až do převzetí moci ve státě komunistickou stranou v Československu v únoru 1948, kdy byly podniky a rodinný majetek znárodněny. Pětipeský zámek pak po letech chybějící údržby zchátral.